# Bánó Jenő
Tapolylucskai és kükemezei Bánó Jenő (Roskovány, 1855. június 25. – Málaga, Spanyolország, 1927. augusztus 2.) utazó, mexikói főkonzul.

## Családja
Szülei Bánó József sárosi alispán, országgyűlési képviselő és Jeszenszky Terézia. Felesége Münnich Kamilla. Testvére Bánó József (1853–1937) jogász, kúriai bíró. Fia Bánó József (1882–?) mezőgazda, földbirtokos.

## Életútja
A budapesti református gimnáziumban tanult, majd tizennégy éves korában a fiumei kereskedelmi tengerészeti akadémiára került. Ezt elvégezvén, hosszabb utazásokat tett Franciaországban, Olaszországban, Angliában és Afrikában. Később szülei kívánságára otthagyta a tengerészetet és vasúti tisztviselő lett. 1889-ben nyugalomba vonult, Mexikóba költözött és kávéültetvényt alapított. Első ültetvényét a sárgaláz miatt kellett elhagynia. Második, Új-Hungária, később Hunnia nevű telepén 14 évig gazdálkodott. Itt a tornádó pusztította el házait és minden vagyonát. Küzdelmes évek köszöntöttek rá. 1903-4 fordulóján újra hazakerült - még magyar állampolgárságának birtokában -, mint Mexikó budapesti tiszteletbeli főkonzulja, mely pozíciót 1911-ig töltötte be. Mexikói és amerikai útjairól sok felolvasást tartott a Magyar Földrajzi Társaságban és önálló művekben is megírta tapasztaltait és tanulmányait. A párizsi Société Académique d'histoire international aranyéremmel tüntette ki és tagjai közé választotta. 1910-ben Egyiptomba ment mint főkonzul. 1915 végén az angolok katonai fogságba zárták, 105 nap után tudta bizonyítani, hogy mexikói állampolgár. 1916 elején Barcelonába költözött feleségével, ahol Suleiman El Fakir álnévvel újságcikkeket publikált a szövetséges hatalmak ellen. 1919-ben felesége elhunyt, majd 1921 elején Bánó visszatért Mexikóba, ahol Álvaro Obregón elnök kormánya újra kinevezte mexikói konzullá Kölnbe. Itt a hideg időjárás miatt egészsége megromlott, és másfél év után visszatért Barcelonába. Egy évvel később Egyiptomba, majd onnan Szmirnába került. 1927 áprilisában mint egy exportkereskedelmi cég társtulajdonosa költözött Malagába, itt érte utol a halál.

## Művei
- Utiképek Amerikából (Budapest, 1890)
- Mexico és utazásom a trópusokon (Budapest, 1896)
- Bolyongásaim Amerikában (Budapest, 1906)
- Estudios sobire varias plantas tropicales de Mexico (spanyol nyelven, 1910)